# Oenothera longiflora
Oenothera longiflora é uma espécie de planta com flor pertencente à família Onagraceae. 
A autoridade científica da espécie é L., tendo sido publicada em Mantissa Plantarum 227. 1771.

## Portugal
Trata-se de uma espécie presente no território português, nomeadamente os seguintes táxones infraespecíficos:
- Oenothera longiflora subsp. longiflora - presente em Portugal Continental, no Arquipélago dos Açores e no Arquipélago da Madeira. Em termos de naturalidade é introduzida nas três regiões atrás referidas. Não se encontra protegida por legislação portuguesa ou da Comunidade Europeia.